# Maslenjača
Maslenjača falu Horvátországban Belovár-Bilogora megyében. Közigazgatásilag Đulovachoz tartozik.

## Fekvése
Belovártól légvonalban 41, közúton 51 km-re délkeletre, Daruvár központjától légvonalban 7, közúton 11 km-re északkeletre, községközpontjától légvonalban 11, közúton 13 km-re nyugatra, Nyugat-Szlavóniában, a Papuk-hegység nyugati lejtői alatt, az Ilova bal partján fekszik.

## Története
A mai Maslenjača helyén a 18. században még csak egy major és egy téglaégető volt. A későbbi Velika Maslenjača település a 19. század folyamán fokozatosan fejlődött ki az egykori Maslenjača-pusztából. Tőle nyugatra a 19. század második felében jött létre a Majerski nevű major, melyből a későbbi Mala Maslenjača lett. A két települést hivatalosan csak 2001-ben egyesítették. 1857-ben még csak Velika Maslenjača létezett, melynek ekkor 43 lakosa volt. 1869-ben ennek lakosságát is Mali Bastajihoz számították. 1880-ban Velika Maslenjačán már 164-en laktak, ekkor Mala Maslenjača még Gornja Vrijeska része volt. Mala Maslenjača lakosságát 1890-ben számlálták meg először önállóan, amikor már 136-an lakták. 1910-ben Velika Maslenjačának 86, Mala Maslenjačának 70 lakosa volt.
1910-ben a népszámlálás adatai szerint Velika Maslenjača lakosságának 92%-a magyar, 6%-a cseh, Mala Maslenjača lakosságának 59%-a horvát, 19%-a cseh, 15%-a magyar, 7%-a szerb anyanyelvű volt.
A Magyar Királyságon belül Horvát–Szlavónország részeként, Pozsega vármegye Daruvári járásának része volt. Az első világháború után 1918-ban az új szerb-horvát-szlovén állam, majd később (1929-ben) Jugoszlávia része lett. 1941 és 1945 között a németbarát Független Horvát Államhoz, háború után a település a szocialista Jugoszláviához tartozott. A település 1991-től a független Horvátország része. Ebben az évben lett az önálló Đulovac község része is, azelőtt Daruvárhoz tartozott. 1991-ben Velika Maslenjača lakosságának 92%-a horvát, 2%-a magyar, 2%-a cseh nemzetiségű volt, míg Mala Maslenjača lakosságának 66%-a volt horvát, 22%-a cseh, 3%-a magyar nemzetiségű. A délszláv háború során 1991. szeptember 27-én a szerbek elfoglalták a két települést, melyeket novemberben az Otkos -10 hadművelet során foglaltak vissza a horvát Nemzeti Gárda erői.
2011-ben Maslenjača településnek 174 lakosa volt.

## Lakossága
| Lakosság változása | Lakosság változása | Lakosság változása | Lakosság változása | Lakosság változása | Lakosság változása | Lakosság változása | Lakosság változása | Lakosság változása | Lakosság változása | Lakosság változása | Lakosság változása | Lakosság változása | Lakosság változása | Lakosság változása | Lakosság változása |
| ------------------ | ------------------ | ------------------ | ------------------ | ------------------ | ------------------ | ------------------ | ------------------ | ------------------ | ------------------ | ------------------ | ------------------ | ------------------ | ------------------ | ------------------ | ------------------ |
| 1857               | 1869               | 1880               | 1890               | 1900               | 1910               | 1921               | 1931               | 1948               | 1953               | 1961               | 1971               | 1981               | 1991               | 2001               | 2011               |
| 43                 | 0                  | 164                | 242                | 149                | 156                | 191                | 271                | 287                | 307                | 285                | 236                | 207                | 203                | 212                | 174                |

(Az 1857-es adat csak Velika Maslenjača lakossága, melynek 1869-ben lakosságát Mali Bastajihoz számították. 1880-ban Mala Maslenjača lakosságát Gornja Vrijeskához számították. 1890-től a két település adatai együttesen szerepelnek.)

## Nevezetességei
A velika maslenjačai településrész Mali Bastaji felé eső kijáratánál szépen felújított, a 20. század elején épített római katolikus harangláb és útikápolna áll.